# Pandan (Pandan)
Pandan is een bestuurslaag in het regentschap Tapanuli Tengah van de provincie Noord-Sumatra, Indonesië. Pandan telt 6470 inwoners (volkstelling 2010).